# Этнографический музей Хуана Амбросетти
Этнографический музей Хуана Амбросетти (исп. Museo etnográfico Juan B. Ambrosetti) — музей при школе философии и литературы Университета Буэнос-Айреса, расположен в Буэнос-Айресе (Аргентина).

## История и описание
Поместье на участке площадью восемь гектаров в районе Нуэва Помпея в Буэнос-Айресе стало местом самодеятельного музея в 1866 году, когда 14-летний Франсиско Морено (будущий аргентинский исследователь, учёный, естествоиспытатель, политик) и его отец классифицировали и представили свою обширную коллекцию окаменелостей и образцов, собранных  на экскурсиях по окрестностям. Младший Морено организовал свою коллекцию как публичную выставку и при финансовой поддержке провинции Буэнос-Айрес открыл в 1879 году Музей антропологии и этнографии Буэнос-Айреса.
Коллекция, насчитывавшая более 15 тыс. предметов, была в конечном итоге передана в новый Музей Ла-Платы в 1888 году. Однако исследования в регионе Гран-Чако, проведённые в своё время натуралистом из Университета Буэнос-Айреса Хуаном Батистой Амброзетти, привели к созданию обширной новой коллекции. Новая коллекция стала основой открытого в 1904 году Этнографического музея Университета Буэнос-Айреса.
Музей стал первым в Аргентине, который предоставлял экскурсии с гидом, а путешествия по дорожной системе инков привели к открытию в 1908 году Пукара-де-Тилкара, одного из наиболее хорошо сохранившихся руин поселений доинкских культур в этом районе. За последующие три года были обнаружены и каталогизированы сложные петроглифы и более 3 тыс. других предметов, большинство из которых были добавлены в коллекции Этнографического музея. Само поселение было внесено в список Всемирного наследия ЮНЕСКО в 2003 году.
Хуан Амброзетти умер в 1917 году. В 1927 году музей был перенесён на его нынешнее место в район Буэнос-Айреса Монсеррат. Здание первоначально было спроектировано Педро Бенуа для школы права и завершено в 1878 году. Многие коллекции археологии и антропологии Музея естественных наук Бернардино Ривадавии были переданы этому музею в 1940-х годах, но музей постепенно терял значение. Тем не менее, в 1958 году учреждение было поддержано введением степени по антропологии Университетом Буэнос-Айреса, и впоследствии музей был передан университетской школе философии и литературы.

## Галерея

Коллекция музея
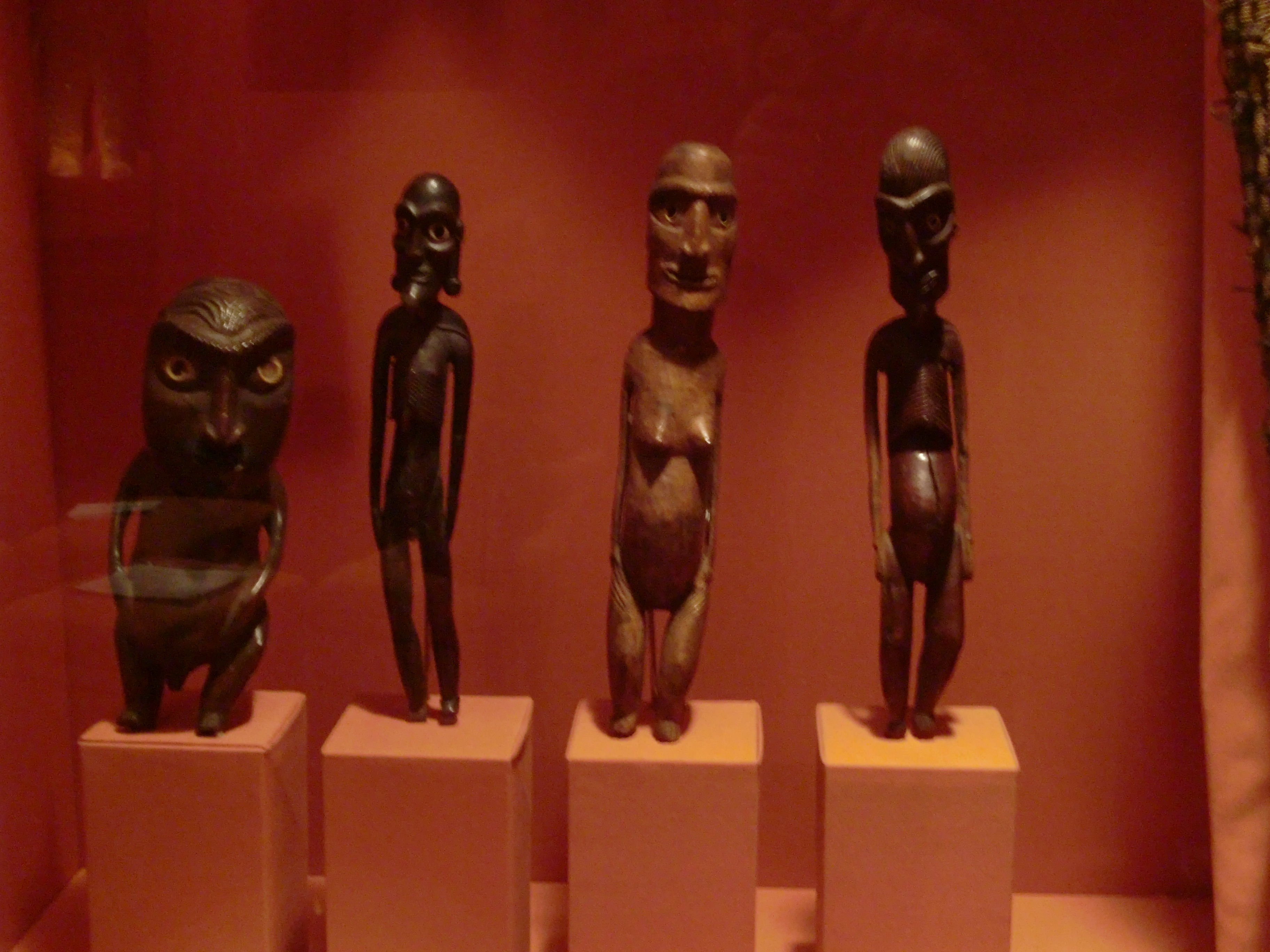
Моаи Кавакава с острова Пасхи
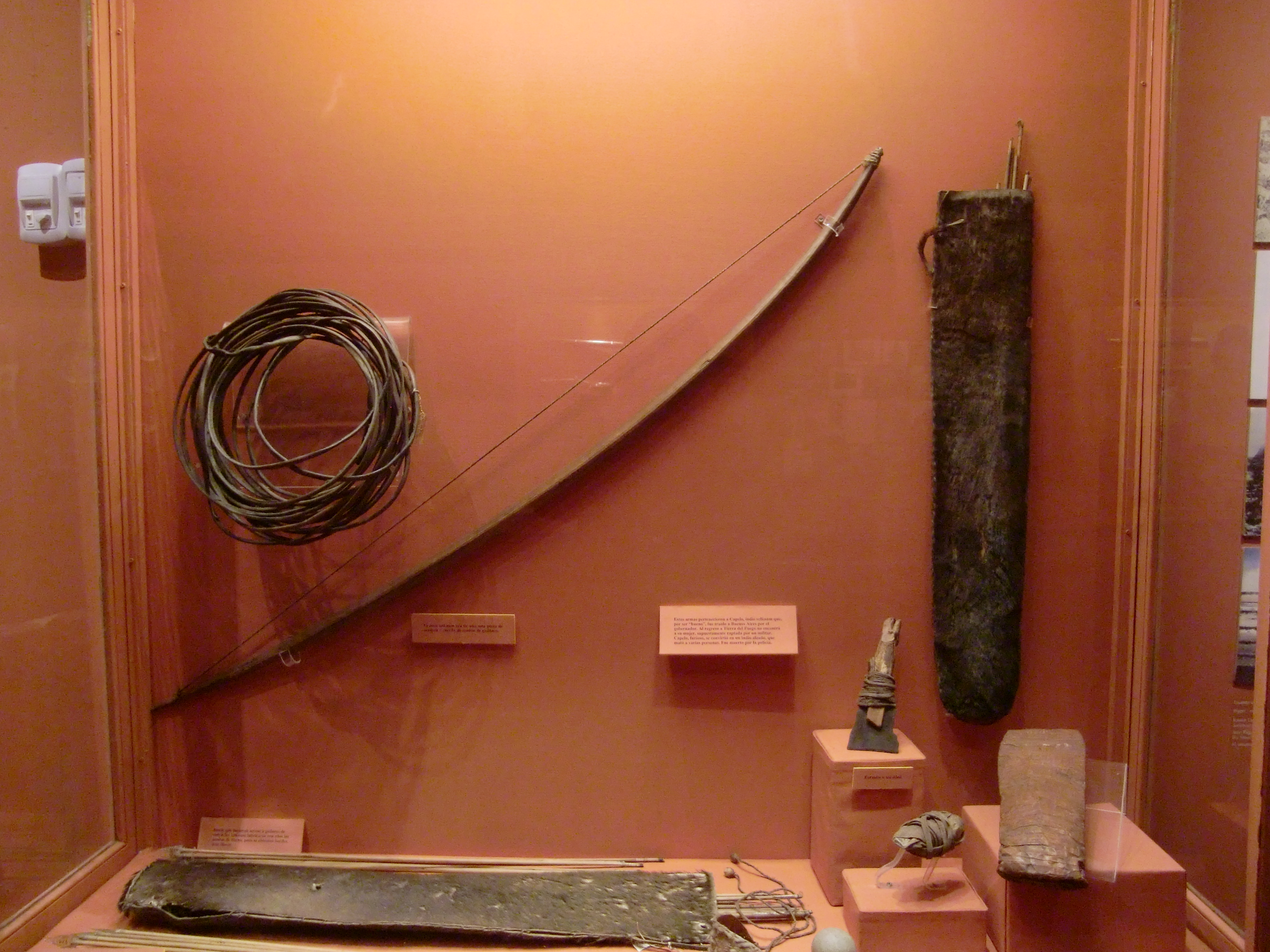
Лук и орудия народа селькнамы (Огненная Земля)
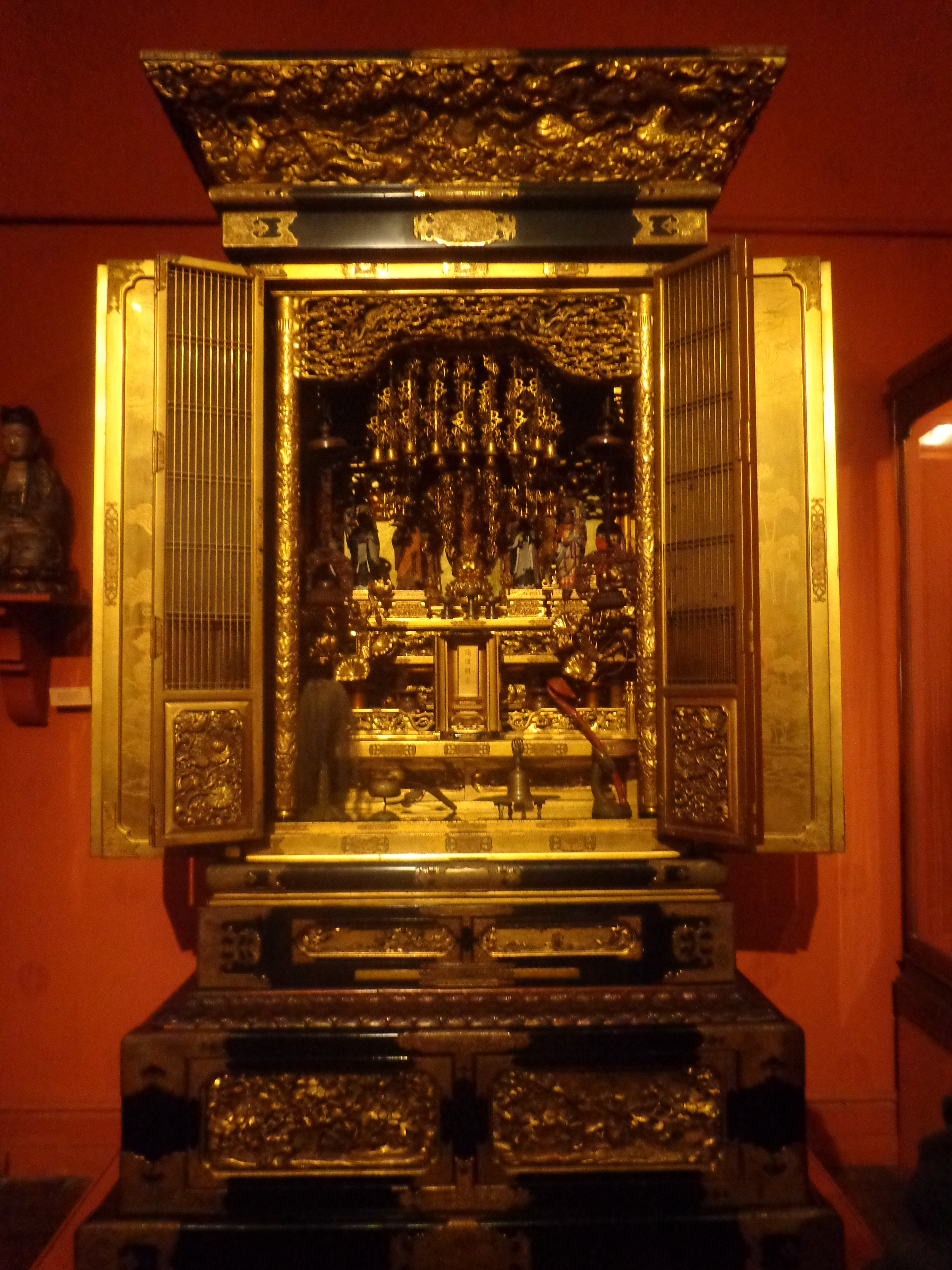
Буддийский алтарь (Япония, ок. 1910)